# Pallanuoto ai campionati mondiali di nuoto 1991 - Torneo maschile
La VI edizione dei campionati mondiali di pallanuoto si è svolta a Perth, in Australia, dal 3 al 13 gennaio 1991 durante la sesta edizione dei campionati mondiali di nuoto organizzati dalla FINA. La formula del torneo è stata la stessa dell'edizione precedente: due fasi a gironi seguite da una fase a eliminazione diretta per l'assegnazione delle medaglie, e da un'ulteriore fase a gironi per le gare di classificazione. La Jugoslavia si è confermata campione del mondo superando in finale la Spagna, per la prima volta sul podio. Nella finale per il bronzo l'Ungheria ha sconfitto gli Stati Uniti.

## Squadre partecipanti
GRUPPO A
- Grecia
- Italia
- Nuova Zelanda
- Unione Sovietica

GRUPPO B
- Cina
- Jugoslavia
- Spagna
- Romania

GRUPPO C
- Cuba
- Egitto
- Germania
- Ungheria

GRUPPO D
- Australia
- Canada
- Francia
- Stati Uniti

## Prima Fase

### Gruppo A
|    | Squadra          | Pt | G | V | P | S | GF | GS | Diff |
| -- | ---------------- | -- | - | - | - | - | -- | -- | ---- |
| 1. | Italia           | 6  | 3 | 3 | 0 | 0 | 38 | 16 | +22  |
| 2. | Unione Sovietica | 4  | 3 | 2 | 0 | 1 | 37 | 16 | +21  |
| 3. | Grecia           | 2  | 3 | 1 | 0 | 2 | 31 | 29 | +2   |
| 4. | Nuova Zelanda    | 0  | 3 | 0 | 0 | 3 | 5  | 50 | -45  |

| Data     | Gara             | Gara    | Gara             |
| -------- | ---------------- | ------- | ---------------- |
| 05-01-91 | Grecia           | 14 - 2  | Nuova Zelanda    |
| 05-01-91 | Italia           | 7 - 5   | Unione Sovietica |
| 06-01-91 | Italia           | 19 - 1  | Nuova Zelanda    |
| 06-01-91 | Unione Sovietica | 15 - 7  | Grecia           |
| 07-01-91 | Italia           | 12 - 10 | Grecia           |
| 07-01-91 | Unione Sovietica | 17 - 2  | Nuova Zelanda    |

### Gruppo B
|    | Squadra    | Pt | G | V | P | S | GF | GS | Diff |
| -- | ---------- | -- | - | - | - | - | -- | -- | ---- |
| 1. | Jugoslavia | 6  | 3 | 3 | 0 | 0 | 49 | 18 | +31  |
| 2. | Spagna     | 4  | 3 | 2 | 0 | 1 | 36 | 27 | +9   |
| 3. | Romania    | 2  | 3 | 1 | 0 | 2 | 29 | 32 | -3   |
| 4. | Cina       | 0  | 3 | 0 | 0 | 3 | 22 | 59 | -37  |

| Data     | Gara       | Gara    | Gara    |
| -------- | ---------- | ------- | ------- |
| 05-01-91 | Jugoslavia | 8 - 3   | Spagna  |
| 05-01-91 | Romania    | 13 - 4  | Cina    |
| 06-01-91 | Jugoslavia | 16 - 6  | Romania |
| 06-01-91 | Spagna     | 21 - 9  | Cina    |
| 07-01-91 | Jugoslavia | 25 - 9  | Cina    |
| 07-01-91 | Spagna     | 12 - 10 | Romania |

### Gruppo C
|    | Squadra  | Pt | G | V | P | S | GF | GS | Diff |
| -- | -------- | -- | - | - | - | - | -- | -- | ---- |
| 1. | Ungheria | 6  | 3 | 3 | 0 | 0 | 41 | 21 | +20  |
| 2. | Germania | 4  | 3 | 2 | 0 | 1 | 39 | 23 | +16  |
| 3. | Cuba     | 2  | 3 | 1 | 0 | 2 | 33 | 31 | +2   |
| 4. | Egitto   | 0  | 3 | 0 | 0 | 3 | 21 | 59 | -38  |

| Data     | Gara     | Gara    | Gara     |
| -------- | -------- | ------- | -------- |
| 05-01-91 | Ungheria | 12 - 9  | Cuba     |
| 05-01-91 | Germania | 22 - 7  | Egitto   |
| 06-01-91 | Ungheria | 20 - 4  | Egitto   |
| 06-01-91 | Germania | 9 - 7   | Cuba     |
| 07-01-91 | Ungheria | 9 - 8   | Germania |
| 07-01-91 | Cuba     | 17 - 10 | Egitto   |

### Gruppo D
|    | Squadra     | Pt | G | V | P | S | GF | GS | Diff |
| -- | ----------- | -- | - | - | - | - | -- | -- | ---- |
| 1. | Stati Uniti | 6  | 3 | 3 | 0 | 0 | 30 | 14 | +16  |
| 2. | Australia   | 4  | 3 | 2 | 0 | 1 | 27 | 19 | +8   |
| 3. | Francia     | 2  | 3 | 1 | 0 | 2 | 16 | 29 | -13  |
| 4. | Canada      | 0  | 3 | 0 | 0 | 3 | 22 | 33 | -11  |

| Data     | Gara        | Gara   | Gara      |
| -------- | ----------- | ------ | --------- |
| 05-01-91 | Stati Uniti | 11 - 5 | Canada    |
| 05-01-91 | Australia   | 9 - 4  | Francia   |
| 06-01-91 | Stati Uniti | 13 - 3 | Francia   |
| 06-01-91 | Australia   | 13 - 9 | Canada    |
| 07-01-91 | Francia     | 9 - 7  | Canada    |
| 07-01-91 | Stati Uniti | 6 - 5  | Australia |

## Seconda Fase

### 1º - 8º posto

#### Gruppo E
|    | Squadra          | Pt | G | V | P | S | GF | GS | Diff |
| -- | ---------------- | -- | - | - | - | - | -- | -- | ---- |
| 1. | Jugoslavia       | 4  | 3 | 2 | 0 | 1 | 25 | 18 | +7   |
| 2. | Spagna           | 4  | 3 | 2 | 0 | 1 | 18 | 19 | -1   |
| 3. | Italia           | 2  | 3 | 1 | 0 | 2 | 20 | 22 | -2   |
| 4. | Unione Sovietica | 2  | 3 | 1 | 0 | 2 | 18 | 22 | -4   |

| Data     | Gara             | Gara  | Gara             |
| -------- | ---------------- | ----- | ---------------- |
| 09-01-91 | Spagna           | 8 - 7 | Italia           |
| 09-01-91 | Unione Sovietica | 9 - 8 | Jugoslavia       |
| 10-01-91 | Jugoslavia       | 9 - 6 | Italia           |
| 10-01-91 | Spagna           | 7 - 4 | Unione Sovietica |

#### Gruppo F
|    | Squadra     | Pt | G | V | P | S | GF | GS | Diff |
| -- | ----------- | -- | - | - | - | - | -- | -- | ---- |
| 1. | Ungheria    | 5  | 3 | 2 | 1 | 0 | 30 | 28 | +2   |
| 2. | Stati Uniti | 3  | 3 | 1 | 1 | 1 | 22 | 23 | -1   |
| 3. | Australia   | 2  | 3 | 1 | 0 | 2 | 25 | 25 | 0    |
| 4. | Germania    | 2  | 3 | 1 | 0 | 2 | 24 | 25 | -1   |

| Data     | Gara      | Gara    | Gara        |
| -------- | --------- | ------- | ----------- |
| 09-01-91 | Ungheria  | 12 - 11 | Australia   |
| 09-01-91 | Germania  | 9 - 7   | Stati Uniti |
| 10-01-91 | Ungheria  | 9 - 9   | Stati Uniti |
| 10-01-91 | Australia | 9 - 7   | Germania    |

### 9º - 16º posto

#### Gruppo G
|    | Squadra       | Pt | G | V | P | S | GF | GS | Diff |
| -- | ------------- | -- | - | - | - | - | -- | -- | ---- |
| 1. | Romania       | 6  | 3 | 3 | 0 | 0 | 35 | 14 | +21  |
| 2. | Grecia        | 4  | 3 | 2 | 0 | 1 | 30 | 15 | +15  |
| 3. | Cina          | 2  | 3 | 1 | 0 | 2 | 25 | 31 | -6   |
| 4. | Nuova Zelanda | 0  | 3 | 0 | 0 | 3 | 14 | 44 | -30  |

| Data     | Gara    | Gara   | Gara          |
| -------- | ------- | ------ | ------------- |
| 09-01-91 | Grecia  | 11 - 6 | Cina          |
| 09-01-91 | Romania | 11 - 5 | Nuova Zelanda |
| 10-01-91 | Romania | 7 - 5  | Grecia        |
| 10-01-91 | Cina    | 15 - 7 | Nuova Zelanda |

#### Gruppo H
|    | Squadra | Pt | G | V | P | S | GF | GS | Diff |
| -- | ------- | -- | - | - | - | - | -- | -- | ---- |
| 1. | Cuba    | 6  | 3 | 3 | 0 | 0 | 37 | 23 | +14  |
| 2. | Francia | 4  | 3 | 2 | 0 | 1 | 30 | 27 | +3   |
| 3. | Canada  | 2  | 3 | 1 | 0 | 2 | 20 | 25 | -5   |
| 4. | Egitto  | 0  | 3 | 0 | 0 | 3 | 26 | 38 | -12  |

| Data     | Gara    | Gara    | Gara    |
| -------- | ------- | ------- | ------- |
| 09-01-91 | Canada  | 6 - 5   | Egitto  |
| 09-01-91 | Cuba    | 9 - 6   | Francia |
| 10-01-91 | Cuba    | 11 - 7  | Canada  |
| 10-01-91 | Francia | 15 - 11 | Egitto  |

## Fase Finale

### Gruppo 5º - 8º posto
|    | Squadra          | Pt | G | V | P | S | GF | GS | Diff |
| -- | ---------------- | -- | - | - | - | - | -- | -- | ---- |
| 5. | Germania         | 4  | 3 | 2 | 0 | 1 | 21 | 20 | +1   |
| 6. | Italia           | 4  | 3 | 2 | 0 | 1 | 22 | 20 | +2   |
| 7. | Unione Sovietica | 2  | 3 | 1 | 0 | 2 | 18 | 20 | -2   |
| 8. | Australia        | 2  | 3 | 1 | 0 | 2 | 23 | 24 | -1   |

| Data     | Gara             | Gara  | Gara             |
| -------- | ---------------- | ----- | ---------------- |
| 11-01-91 | Italia           | 8 - 7 | Australia        |
| 11-01-91 | Germania         | 6 - 4 | Unione Sovietica |
| 12-01-91 | Unione Sovietica | 9 - 7 | Australia        |
| 12-01-91 | Germania         | 8 - 7 | Italia           |

### Gruppo 9º - 12º posto
|     | Squadra | Pt | G | V | P | S | GF | GS | Diff |
| --- | ------- | -- | - | - | - | - | -- | -- | ---- |
| 9.  | Romania | 6  | 3 | 3 | 0 | 0 | 27 | 21 | +6   |
| 10. | Grecia  | 4  | 3 | 2 | 0 | 1 | 26 | 22 | +4   |
| 11. | Cuba    | 2  | 3 | 1 | 0 | 2 | 25 | 26 | -1   |
| 12. | Francia | 0  | 3 | 0 | 0 | 3 | 21 | 30 | -9   |

| Data     | Gara    | Gara   | Gara    |
| -------- | ------- | ------ | ------- |
| 11-01-91 | Romania | 11 - 8 | Cuba    |
| 11-01-91 | Grecia  | 12 - 7 | Francia |
| 12-01-91 | Grecia  | 9 - 8  | Cuba    |
| 12-01-91 | Romania | 9 - 8  | Francia |

### Gruppo 13º - 16º posto
|     | Squadra       | Pt | G | V | P | S | GF | GS | Diff |
| --- | ------------- | -- | - | - | - | - | -- | -- | ---- |
| 13. | Canada        | 6  | 3 | 3 | 0 | 0 | 33 | 18 | +15  |
| 14. | Cina          | 4  | 3 | 2 | 0 | 1 | 34 | 31 | +3   |
| 15. | Egitto        | 2  | 3 | 1 | 0 | 2 | 30 | 19 | +11  |
| 16. | Nuova Zelanda | 0  | 3 | 0 | 0 | 3 | 14 | 43 | -29  |

| Data     | Gara   | Gara    | Gara          |
| -------- | ------ | ------- | ------------- |
| 11-01-91 | Canada | 13 - 7  | Cina          |
| 11-01-91 | Egitto | 14 - 1  | Nuova Zelanda |
| 12-01-91 | Canada | 14 - 6  | Nuova Zelanda |
| 12-01-91 | Cina   | 12 - 11 | Egitto        |

### Semifinali
| Perth 12 gennaio 1991 | Jugoslavia | 7 – 6 (1-2, 1-2, 3-1, 2-1) | Stati Uniti | Challenge Stadium |

| Perth 12 gennaio 1991 | Ungheria | 8 – 9 (3-3, 3-0, 1-4, 1-2) | Spagna | Challenge Stadium |

### Finale 3º posto
| Perth 13 gennaio 1991 | Ungheria | 13 – 12 | Stati Uniti | Challenge Stadium |

### Finale 1º posto
| Perth 13 gennaio 1991 | Jugoslavia | 8 – 7 (2-2, 1-1, 2-1, 3-3) | Spagna | Challenge Stadium |

## Classifica finale
| Pos.    | Squadra          |
| ------- | ---------------- |
| Oro     | Jugoslavia       |
| Argento | Spagna           |
| Bronzo  | Ungheria         |
| 4       | Stati Uniti      |
| 5       | Germania         |
| 6       | Italia           |
| 7       | Unione Sovietica |
| 8       | Australia        |
| 9       | Romania          |
| 10      | Grecia           |
| 11      | Cuba             |
| 12      | Francia          |
| 13      | Canada           |
| 14      | Cina             |
| 15      | Egitto           |
| 16      | Nuova Zelanda    |